# Ordre dorique

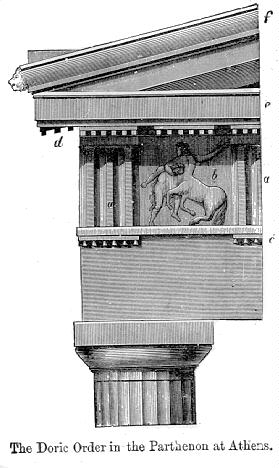
Ordre dorique du Parthénon.

L'ordre dorique est le plus dépouillé des trois ordres grecs. Les colonnes doriques se caractérisent notamment par leur chapiteau à échine plate (nue, sans décors), par leur fût orné de 20 cannelures et par l'absence de base (pour le dorique grec) ; la frise dorique se caractérise par ses triglyphes et ses métopes.
L'ordre dorique est aussi le plus ancien des ordres grecs (il apparaît durant la seconde moitié du VIIe siècle av. J.-C.). Vitruve attribue son invention à Doros, fils d'Hellénos. Ceux qui l'employèrent les premiers « mesurèrent, dit Vitruve, le pied d'un homme, et, trouvant qu'il était la sixième partie de la hauteur du corps, ils appliquèrent à leurs colonnes cette proportion : quel que fût le diamètre de la colonne à son pied, ils donnèrent à la tige, y compris le chapiteau, une hauteur égale à six fois ce diamètre ».

## Historique

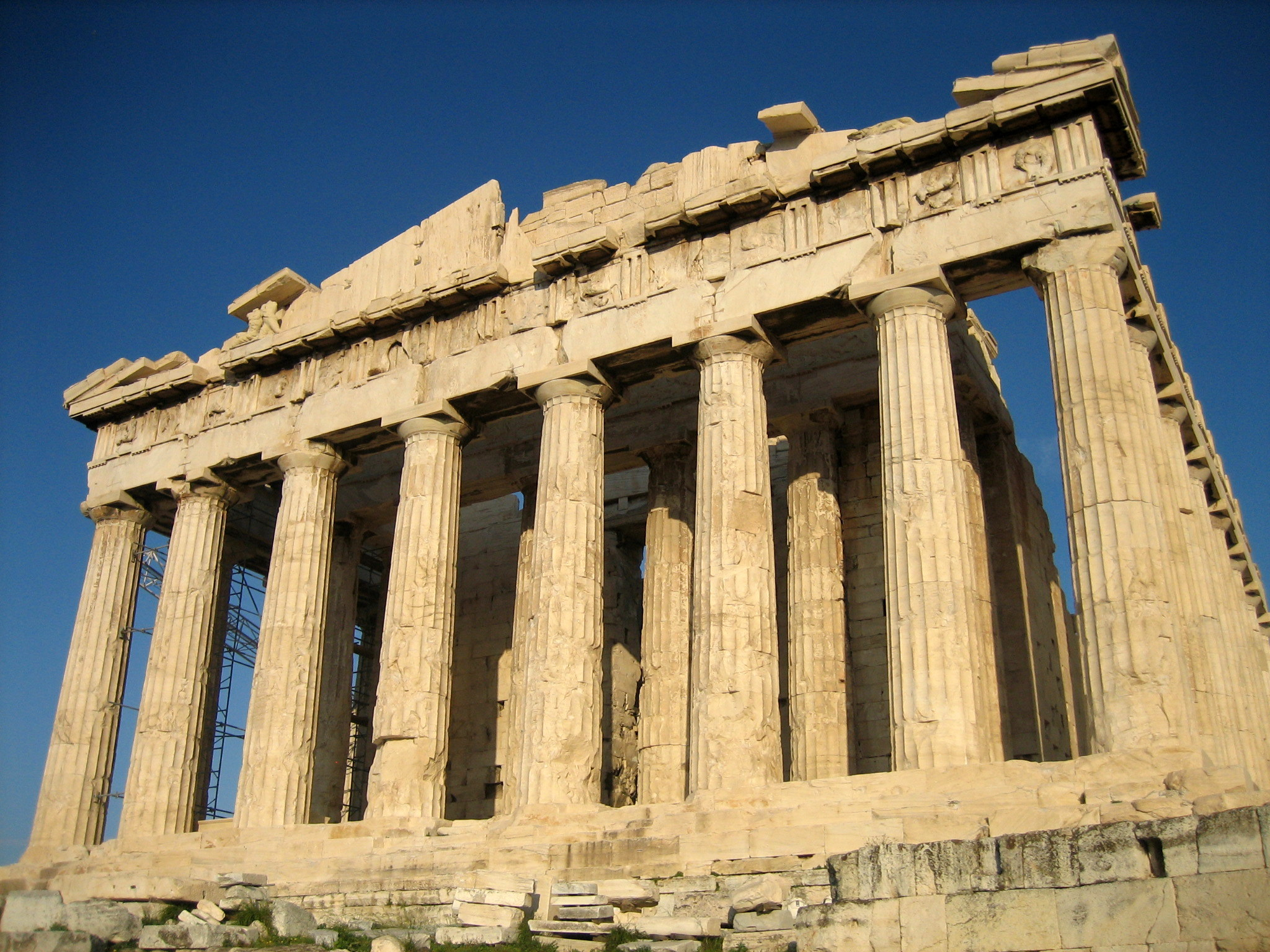
Le Parthénon.

Le protodorique doit-il être vu en Égypte dans les hypogées de Béni-Hassan (IXe siècle av. J.-C.) ? Certaines ressemblances sont indéniables ; mais c'est en Grèce seulement que l'ordre dorique a été appliqué, bien qu'il subsiste quelques monuments pseudo-doriques en Égypte. Ce qui le caractérise, c'est l'absence de base : la colonne repose directement sur le soubassement général. Elle est ordinairement de forme tronconique ; sur le fût sont creusées des cannelures larges à arêtes vives, peu profondes et terminées dans le haut par une ligne droite. Le chapiteau n'a pas d'astragale, mais seulement un ou plusieurs filets, qui séparent les cannelures du tore. Celui-ci, qui se nomme échine (du grec echinos, cuvette), a une forme évasée, débordant beaucoup le fût de la colonne, et supporte une dalle carrée, sans moulures, appelée tailloir ou abaque. L'entablement offre le même caractère de simplicité et de force ; l'architrave est très élevée et entièrement lisse ; la frise, décorée de triglyphes (rainures verticales) et de métopes (enfoncements tantôt lisses, tantôt sculptés), en est la partie la plus riche ; la corniche, qui présente des profils très simples, se distingue par les mutules inclinées qui, selon Vitruve, simuleraient les forces de la toiture. Pour ajouter au caractère d'énergie et de solidité, les Grecs ont parfois réduit l'entrecollonement à une dimension telle que les tailloirs semblent se toucher. Au reste, les proportions des divers membres de cet ordre ont subi, en Grèce même, des variations assez sensibles. Ainsi, la diminution du fût varie du quart à la moitié du diamètre inférieur, et, au lieu de se présenter selon une ligne droite, elle est interrompue quelquefois par un léger renflement (entasis), comme on le voit nettement dans le temple de Paestum.

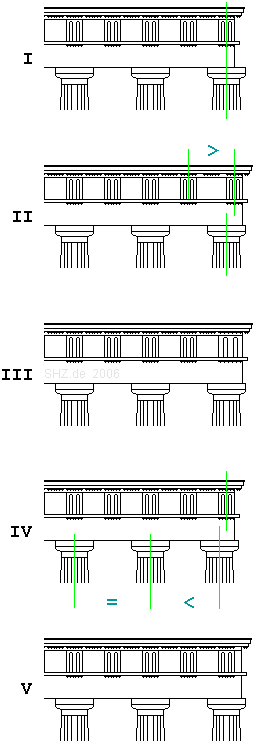
Cinq solutions au conflit d'angles dans les temples doriques :
I. Ne rien faire et laisser dépasser la dernière colonne…
II. Allonger la dernière métope ;
III. Allonger le dernier triglyphe ;
IV. Diminuer l'espace entre les deux dernières colonnes ;
V. Ajouter un segment vide en extrémité.

## Description
Le prototype de la colonne dorique est une colonne de bois surmontée d'une pierre lisse ou granuleuse, qui deviendra le chapiteau (à Olympie, Pausanias, voyageur du IIe siècle, a vu des colonnes originales en bois du temple d'Héra à Olympie encore en place). Les colonnes doriques les plus anciennes étaient très trapues (premier temple d'Aphaia à Égine), puis elles s'affinent avec le temps. De même le chapiteau, très aplati, se redresse et, à l'époque hellénistique, s'écarte à peine du fût. L'élévation de l'ordre dorique est d'ailleurs l'héritage direct de l'architecture de bois au caractère strictement fonctionnel : colonne, architrave sur laquelle reposent les poutres transversales de la charpente (protégées de l'humidité par des plaques de terre cuite, métopes et triglyphes, dont l'alternance rythme la frise). Tous ces éléments en bois sont progressivement transposés en architecture de pierre (annelets, regula et gouttes, frise et mutules du larmier) où ils n'ont qu'un rôle décoratif.
La hauteur de la colonne, comparée au diamètre inférieur, varie entre 4 et 5 diamètres 3/4 ; la dimension des entrecolonnements est de 1 diamètre environ ; le rapport de l'entablement à la colonne est à peu près de 1 à 3 ; la hauteur de l'architrave est généralement de 3/4 de diamètre ; celle de la frise, de un diamètre ; celle de la corniche, d'1/4 de diamètre ; celle du chapiteau, y compris l'échine, le tailloir et les filets, d'1/2 diamètre. Le nombre de cannelures du fût varie de seize à vingt-quatre. Chaque triglyphe tombe à l'aplomb du milieu de chaque colonne et du milieu de chaque entrecolonnement, excepté le triglyphe de chaque extrémité, qui se trouve rapporté à l'angle de l'entablement.
Outre ces différences dans les proportions et les divisions, l'ordre dorique a connu, en Grèce, des variations assez remarquables de caractère et de style. La frise du Parthénon est ornée de bas-reliefs. Parmi les applications les plus réputées qui aient été faites de ce système d'architecture, les Propylées et le Parthénon à Athènes.
L'ordre dorique peut être considéré comme l'ordre par excellence, celui dont les autres ordres ne sont que des émanations. Ce fut le système d'architecture que les Grecs employèrent dans le plus grand nombre de leurs monuments.
Les Romains firent subir au dorique de notables altérations : l'ordre gagna en élancement, mais perdit en force et en majesté ; sa forme cessa d'être pyramidale. Le chapiteau fut surtout modifié : l'échine et le tailloir devinrent moins saillants. La hauteur de l'entablement fut diminuée. Les triglyphes se multiplièrent entre les entrecolonnements. La corniche reçut une cimaise, un larmier, et même des denticules ; on lui donna le tiers de la hauteur de l'entablement, au lieu du cinquième, et on réduisit en proportions inverses la dimension de l'architrave.

### Vocabulaire de l'ordre dorique
| 1. Tympan du fronton 2. Acrotère 3. Corniche rampante 4. Corniche horizontale 5. Mutule 6. Geison 7. Frise 8. Triglyphe 9. Métope 10. Réglet ( ou Regula) 11. Goutte 12. Taenia 13. Architrave 14. Chapiteau 15. Abaque 16. échine 17. Colonne 18. Cannelures 19. Stylobate 20. Crépis | Éléments de l'ordre dorique |

## Quelques exemples de l'ordre dorique

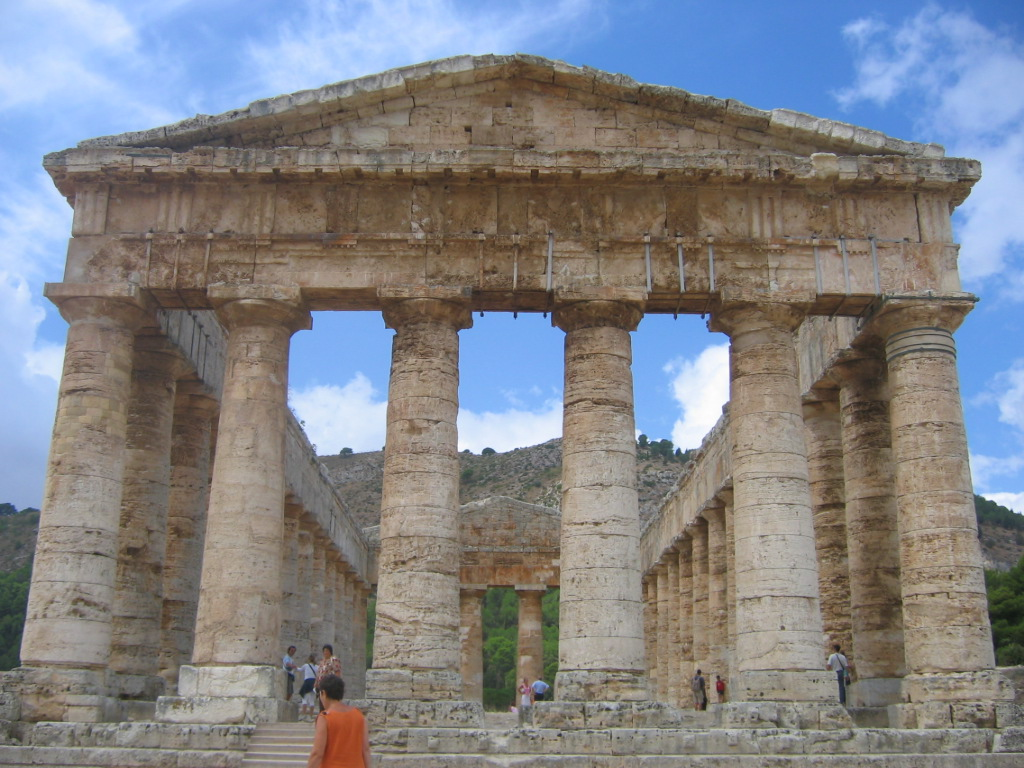
Temple dorique de Ségeste, Sicile, inachevé

### Dorique grec
- Le Théâtre de Dionysos
- Les Propylées, le Parthénon et la Stoa du roi, à Athènes
- Le temple de Zeus (Jupiter), à Olympie
- Le temple d'Héra (Junon), à Argos
- Le temple d'Apollon, à Délos
- Le temple de Poséidon, à Isthmia
- Le temple de Poséidon (Neptune), à Paestum
- Les temples de la Vallée des Temples, à Agrigente
- Le temple de Ségeste
- Le temple d'Aphaïa à Egine

### Dorique romain
- Le théâtre de Marcellus, à Rome

### Dorique moderne
- La basilique palladienne, d'Andrea Palladio, à Vicence
- Los Cuatro Postes, à Avila (Espagne)
- La cathédrale Saint-Louis de Versailles, de Jacques Hardouin-Mansart
- Lincoln Memorial, d'Henry Bacon, à Washington, D.C.
- Le Petit Palais, sur cour, de Charles Girault, à Paris

#### Sources antiques
- Vitruve, Dix livres d'architecture, Ier siècle av. J.-C.

#### Sources modernes
- Leone Battista Alberti, De re aedificatoria, 1485.
- Andrea Palladio, Les Quatre Livres de l'architecture, 1570.
- Augustin-Charles d'Aviler, Cours d'architecture, 1691.
- Jacques François Blondel, Cours d'architecture civile, 1771-1777.

#### Études savantes contemporaines
- Marie-Christine Hellmann, L'Architecture grecque, Paris, Livre de poche, 1998 (nouvelle édition mise à jour : 2007).
- Nouveau Larousse illustré, 1898-1907